# Fred Jay Seaver
Fred Jay Seaver (ur. 14 marca 1877 w Webster, zm. 21 grudnia 1970 w Winter Park) – amerykański mykolog.

## Życiorys i praca naukowa
W 1902 r. otrzymał tytuł licencjata w Morningside College w Sioux City, w 1904 r. tytuł magistra biologii na Uniwersytecie Stanu Iowa. W 1903 r. pracował przez krótki okres na Uniwersytecie Purdue. W latach 1905–06 był wykładowcą biologii na Iowa Wesleyan University, w latach 1907–1908 był adiunktem na Uniwersytecie Dakoty Północnej w Fargo. Pracował tu jako mykolog w stacji doświadczalnej profesora H.L. Bolleya.
Przez większą część swojej kariery zawodowej był związany z Ogrodem Botanicznym w Nowym Jorku. Przez prawie 40 lat był redaktorem lub redaktorem naczelnym czasopisma Mycologia. Pracował nad mykologią Karaibów i był współtwórcą opracowań mykologicznych wysp Bermudów, Bahama, Porto Rico i Wysp Dziewiczych. Był członkiem American Association for the Advancement of Science, Botanical Society of America, Mycological Society of America i Torrey Botanical Club. W 1955 roku NYBG przyznał mu nagrodę Distinguished Service Award. Po przejściu na emeryturę w 1948 roku zamieszkał w Winter Park na Florydzie, gdzie zmarł w wieku 83 lat.

## Praca naukowa
Był autorytetem w zakresie taksonomii i historii życia Discomycetes. Jego rozprawa doktorska pt. Hypocreales of North America, została opublikowana w czasopiśmie Mycologia w latach 1909–10, oraz w North American Flora w 1910 r. Dr Seaver badał i publikował na temat różnych grzybów ze stanów Kolorado, Iowa, Północna Dakota i Nowy Jork, specjalizując się w Pezizales, Helotiales i Hypocreales. W 1928 roku opublikował swoje główne dzieło North American Cup-fungi. Dodatek do niego został wydany w 1942 roku, a drugi tom w 1951 roku.
W naukowych nazwach utworzonych przez niego taksonów dodawane jest jego nazwisko Seaver.